# Teorema de Newton de las órbitas giratorias
En mecánica clásica, el teorema de Newton de las órbitas giratorias identifica el tipo de fuerza central necesaria para multiplicar la velocidad angular de una partícula por un factor k sin afectar su movimiento radial (figuras 1 y 2). Newton aplicó su teorema para comprender la rotación general de las órbitas (precesión apsidal, figura 3) que se observa en la Luna y los planetas. El término "movimiento radial" significa el movimiento hacia o desde el centro de la fuerza, mientras que el movimiento angular es perpendicular al movimiento radial.
Isaac Newton derivó este teorema en las proposiciones 43-45 del libro I de su Philosophiæ Naturalis Principia Mathematica, publicado por primera vez en 1687. En la proposición 43, demostró que la fuerza añadida debe ser una fuerza central, cuya magnitud depende únicamente de la distancia r entre la partícula y un punto fijo en el espacio (el centro). En la proposición 44, derivó una fórmula para la fuerza, demostrando que era una fuerza inversamente proporcional al cubo, es decir, que varía como el inverso del cubo de r. En la proposición 45, Newton extendió su teorema a fuerzas centrales arbitrarias, suponiendo que la partícula se movía en una órbita casi circular.
Este teorema permaneció en gran parte desconocido y sin desarrollar durante más de tres siglos, como señaló el astrofísico Subrahmanyan Chandrasekhar en su comentario de 1995 sobre los Principia de Newton. Desde 1997, el teorema ha sido estudiado por Donald Lynden-Bell y sus colaboradores. Su primera extensión exacta se produjo en 2000 con el trabajo de Mahomed y Vawda.

## Contexto histórico

Movimiento retrógrado de Marte visto desde la Tierra.

Figura 2: El radio r de los planetas verde y azul es el mismo, pero su velocidad angular difiere en un factor k. En las figuras 1 y 3-5 se muestran ejemplos de este tipo de órbitas.

El movimiento de los cuerpos astronómicos se ha estudiado sistemáticamente durante miles de años. Se observó que las estrellas giraban de manera uniforme, manteniendo siempre las mismas posiciones relativas entre sí. Sin embargo, se observó que otros cuerpos se desplazaban frente al fondo de las estrellas fijas; la mayoría de estos cuerpos se denominaron planetas, del griego «πλανήτοι» (planētoi), que significa "errantes". Aunque generalmente se mueven en la misma dirección a lo largo de una trayectoria a través del cielo (la eclíptica), los planetas individuales a veces invierten su dirección brevemente, exhibiendo un movimiento retrógrado.
Para describir este movimiento hacia adelante y hacia atrás, Apolonio de Perga (c. 262 - c. 190 a. C.) desarrolló el concepto de deferentes y epiciclos, según el cual los planetas se mueven en círculos giratorios que a su vez se mueven en otros círculos giratorios, y así sucesivamente. Cualquier órbita puede describirse con un número suficiente de epiciclos cuidadosamente seleccionados, ya que este enfoque se corresponde con la moderna transformada de Fourier.Aproximadamente 350 años más tarde, Claudio Ptolomeo publicó su Almagesto, en el que desarrolló este sistema para que se ajustara a las mejores observaciones astronómicas de su época. Para explicar los epiciclos, Ptolomeo adoptó la cosmología geocéntrica de Aristóteles, según la cual los planetas estaban confinados a esferas concéntricas en rotación. Este modelo del universo fue autoritario durante casi 1500 años.
La comprensión moderna del movimiento planetario surgió de los esfuerzos combinados del astrónomo Tycho Brahe y el físico Johannes Kepler en el siglo XVI. A Tycho se le atribuyen mediciones extremadamente precisas de los movimientos planetarios, a partir de las cuales Kepler pudo derivar sus leyes del movimiento planetario.Según estas leyes, los planetas se mueven en elipses (no en epiciclos) alrededor del Sol (no de la Tierra). Las leyes segunda y tercera de Kepler hacen predicciones cuantitativas específicas: los planetas barren áreas iguales en tiempos iguales, y el cuadrado de sus períodos orbitales es igual a una constante fija multiplicada por el cubo de su semieje mayor.Observaciones posteriores de las órbitas planetarias mostraron que el eje largo de la elipse (la llamada línea de apsides) gira gradualmente con el tiempo; esta rotación se conoce como precesión apsidal. Los apsides de una órbita son los puntos en los que el cuerpo en órbita está más cerca o más lejos del centro de atracción; para los planetas que orbitan alrededor del Sol, los apsides corresponden al perihelio (más cercano) y al afelio (más lejano).
Con la publicación de su Principia aproximadamente ochenta años después (1687), Isaac Newton proporcionó una teoría física que explicaba las tres leyes de Kepler, una teoría basada en las leyes del movimiento de Newton y su ley de la gravitación universal. En particular, Newton propuso que la fuerza gravitatoria entre dos cuerpos cualesquiera era una fuerza central F(r) que variaba como la inversa del cuadrado de la distancia r entre ellos. Partiendo de sus leyes del movimiento, Newton demostró que la órbita de cualquier partícula sobre la que actúa una fuerza de este tipo es siempre una sección cónica, concretamente una elipse si no tiende al infinito. Sin embargo, esta conclusión solo es válida cuando hay dos cuerpos presentes (el problema de dos cuerpos); el movimiento de tres o más cuerpos que actúan bajo su gravitación mutua (el problema de n cuerpos) permaneció sin resolver durante siglos después de Newton,aunque se descubrieron soluciones para algunos casos especiales. Newton propuso que las órbitas de los planetas alrededor del Sol son en gran medida elípticas porque la gravedad del Sol es dominante; en primera aproximación, se puede ignorar la presencia de los demás planetas. Por analogía, la órbita elíptica de la Luna alrededor de la Tierra estaba dominada por la gravedad de la Tierra; en primera aproximación, se puede despreciar la gravedad del Sol y la de otros cuerpos del Sistema Solar. Sin embargo, Newton afirmó que la precesión apsidal gradual de las órbitas planetarias y lunares se debía a los efectos de estas interacciones ignoradas; en particular, afirmó que la precesión de la órbita de la Luna se debía a los efectos perturbadores de las interacciones gravitacionales con el Sol.
El teorema de Newton sobre las órbitas giratorias fue su primer intento de comprender cuantitativamente la precesión apsidal. Según este teorema, la adición de un tipo particular de fuerza central —la fuerza inversa al cubo— puede producir una órbita giratoria; la velocidad angular se multiplica por un factor k, mientras que el movimiento radial permanece inalterado. Sin embargo, este teorema se limita a un tipo específico de fuerza que puede no ser relevante; varias interacciones perturbadoras inversas al cuadrado (como las de otros planetas) parecen poco probables que se sumen exactamente a una fuerza inversa al cubo. Para que su teorema fuera aplicable a otros tipos de fuerzas, Newton encontró la mejor aproximación de una fuerza central arbitraria F(r) a un potencial inverso al cubo en el límite de órbitas casi circulares, es decir, órbitas elípticas de baja excentricidad, como ocurre en la mayoría de las órbitas del sistema solar. Para encontrar esta aproximación, Newton desarrolló una serie infinita que puede considerarse la precursora de la expansión de Taylor. Esta aproximación permitió a Newton estimar la tasa de precesión para fuerzas centrales arbitrarias. Newton aplicó esta aproximación para probar modelos de la fuerza que causa la precesión apsidal de la órbita de la Luna. Sin embargo, el problema del movimiento de la Luna es tremendamente complejo, y Newton nunca publicó un modelo gravitacional preciso de la precesión apsidal de la Luna. Tras un modelo más preciso de Clairaut en 1747, a finales del siglo XIX Hill, Browny Delaunaydesarrollaron modelos analíticos del movimiento de la Luna.
Sin embargo, el teorema de Newton es más general que la mera explicación de la precesión apsidal. Describe los efectos de añadir una fuerza inversamente proporcional al cubo a cualquier fuerza central F(r), no solo a fuerzas inversamente proporcionales al cuadrado, como la ley de la gravitación universal de Newton y la ley de Coulomb. El teorema de Newton simplifica los problemas orbitales en la mecánica clásica al eliminar las fuerzas inversas al cubo de la consideración. Los movimientos radiales y angulares, r(t) y θ1(t), pueden calcularse sin la fuerza inversa al cubo; posteriormente, su efecto puede calcularse multiplicando la velocidad angular de la partícula.
{\displaystyle \omega _{2}={\frac {d\theta _{2}}{dt}}=k{\frac {d\theta _{1}}{dt}}=k\omega _{1}.}

## Enunciado matemático
Consideremos una partícula que se mueve bajo una fuerza central arbitraria F1(r) cuya magnitud depende únicamente de la distancia r entre la partícula y un centro fijo. Dado que el movimiento de una partícula bajo una fuerza central siempre se encuentra en un plano, la posición de la partícula puede describirse mediante coordenadas polares (r, θ1), el radio y el ángulo de la partícula con respecto al centro de la fuerza (Figura 1). Ambas coordenadas, r(t) y θ1(t), cambian con el tiempo t a medida que se mueve la partícula.
Imaginemos una segunda partícula con la misma masa m y con el mismo movimiento radial r(t), pero cuya velocidad angular es k veces mayor que la de la primera partícula. En otras palabras, los ángulos acimutales de las dos partículas están relacionados por la ecuación θ2(t) = k θ1(t). Newton demostró que el movimiento de la segunda partícula puede producirse añadiendo una fuerza central inversamente proporcional al cubo a cualquier fuerza F1(r) que actúe sobre la primera partícula.
{\displaystyle F_{2}(r)-F_{1}(r)={\frac {L_{1}^{2}}{mr^{3}}}\left(1-k^{2}\right)}
donde L1 es la magnitud del momento angular de la primera partícula, que es una constante de movimiento (conservada) para las fuerzas centrales.
Si k2 es mayor que uno, F2 − F1 es un número negativo; por lo tanto, la fuerza inversa al cubo añadida es atractiva, como se observa en el planeta verde de las figuras 1-4 y 9. Por el contrario, si k2 es menor que uno, F2−F1 es un número positivo; la fuerza inversa al cubo añadida es repulsiva, como se observa en el planeta verde de las figuras 5 y 10, y en el planeta rojo de las figuras 4 y 5.

### Alteración de la trayectoria de la partícula
La adición de dicha fuerza inversa al cubo también cambia la trayectoria seguida por la partícula. La trayectoria de la partícula ignora las dependencias temporales de los movimientos radiales y angulares, como r(t) y θ1(t); más bien, relaciona las variables de radio y ángulo entre sí. Para ello, la variable angular no tiene restricciones y puede aumentar indefinidamente a medida que la partícula gira varias veces alrededor del punto central. Por ejemplo, si la partícula gira dos veces alrededor del punto central y vuelve a su posición inicial, su ángulo final no es el mismo que su ángulo inicial, sino que ha aumentado en 2×360° = 720°. Formalmente, la variable angular se define como la integral de la velocidad angular
{\displaystyle \theta _{1}\equiv \int \omega _{1}(t)\,dt.}
Una definición similar se aplica a θ2, el ángulo de la segunda partícula.
Si la trayectoria de la primera partícula se describe en la forma r = g(θ1), la trayectoria de la segunda partícula viene dada por la función r = g(θ2/k), ya que θ2 = k θ1. Por ejemplo, supongamos que la trayectoria de la primera partícula es una elipse.
{\displaystyle {\frac {1}{r}}=A+B\cos \theta _{1}}
donde A y B son constantes; entonces, la trayectoria de la segunda partícula viene dada por
{\displaystyle {\frac {1}{r}}=A+B\cos \left({\frac {\theta _{2}}{k}}\right).}

## Precesión orbital
Si k es cercano, pero no igual, a uno, la segunda órbita se asemeja a la primera, pero gira gradualmente alrededor del centro de fuerza; esto se conoce como precesión orbital (Figura 3). Si k es mayor que uno, la órbita precesiona en la misma dirección que la órbita (Figura 3); si k es menor que uno, la órbita precesiona en la dirección opuesta.
Aunque la órbita de la figura 3 puede parecer que gira uniformemente, es decir, a una velocidad angular constante, esto solo es cierto para las órbitas circulares.Si la órbita gira a una velocidad angular Ω, la velocidad angular de la segunda partícula es más rápida o más lenta que la de la primera partícula en Ω; en otras palabras, las velocidades angulares satisfarían la ecuación ω2 = ω1 + Ω. Sin embargo, el teorema de Newton sobre las órbitas giratorias establece que las velocidades angulares están relacionadas por multiplicación: ω2 = kω1, donde k es una constante. La combinación de estas dos ecuaciones muestra que la velocidad angular de la precesión es igual a Ω = (k − 1)ω1. Por lo tanto, Ω es constante solo si ω1 es constante. Según la conservación del momento angular, ω1 cambia con el radio r.
{\displaystyle \omega _{1}={\frac {L_{1}}{mr^{2}}};}
donde m y L1 son la masa y el momento angular de la primera partícula, respectivamente, ambos constantes. Por lo tanto, ω1 es constante solo si el radio r es constante, es decir, cuando la órbita es circular. Sin embargo, en ese caso, la órbita no cambia al precesionar.

## Ejemplo ilustrativo: espirales de Cotes

Figura 6: Para la partícula azul que se mueve en línea recta, el radio r desde un centro dado varía con el ángulo según la ecuación b = r cos(θ - θ0), donde b es la distancia de máxima aproximación (parámetro de impacto, mostrado en rojo).

La ilustración más sencilla del teorema de Newton se da cuando no hay fuerza inicial, es decir, F1(r) = 0. En este caso, la primera partícula está estacionaria o se mueve en línea recta. Si se mueve en línea recta sin pasar por el origen (línea amarilla en la figura 6), la ecuación de dicha línea se puede escribir en coordenadas polares (r, θ1) como
{\displaystyle {\frac {1}{r}}={\frac {1}{b}}\cos \ (\theta _{1}-\theta _{0})}
donde θ0 es el ángulo en el que la distancia se minimiza (Figura 6). La distancia r comienza en el infinito (cuando θ1 – θ0 = −90°), y disminuye gradualmente hasta que θ1 – θ0 = 0°, momento en el que la distancia alcanza su mínimo, y luego vuelve a aumentar gradualmente hasta el infinito en θ1 – θ0 = 90°. La distancia mínima b es el parámetro de impacto, que se define como la longitud de la perpendicular desde el centro fijo hasta la línea de movimiento. El mismo movimiento radial es posible cuando se añade una fuerza central inversamente cúbica.

Figura 7: Epispirales correspondientes a k igual a 2/3 (rojo), 1,0 (negro), 1,5 (verde), 3,0 (cian) y 6,0 (azul). Cuando k es menor que uno, la fuerza inversa del cubo es repulsiva, mientras que cuando k es mayor que uno, la fuerza es atractiva.

Una fuerza central inversamente proporcional al cubo F2(r) tiene la forma
{\displaystyle F_{2}(r)={\frac {\mu }{r^{3}}}}
donde el numerador μ puede ser positivo (repulsivo) o negativo (atractivo). Si se introduce una fuerza inversamente proporcional al cubo, el teorema de Newton establece que las soluciones correspondientes tienen una forma denominada espirales de Cotes. Se trata de curvas definidas por la ecuación,
{\displaystyle {\frac {1}{r}}={\frac {1}{b}}\cos \ \left({\frac {\theta _{2}-\theta _{0}}{k}}\right)}
donde la constante k es igual a
{\displaystyle k^{2}=1-{\frac {m\mu }{L_{1}^{2}}}}
Cuando el lado derecho de la ecuación es un número real positivo, la solución corresponde a una espiral ascendente. Cuando el argumento θ1 – θ0 es igual a ±90°×k, el coseno tiende a cero y el radio tiende a infinito. Por lo tanto, cuando k es menor que uno, el rango de ángulos permitidos se reduce y la fuerza es repulsiva (curva roja a la derecha en la figura 7). Por otro lado, cuando k es mayor que uno, el rango de ángulos permitidos aumenta, lo que corresponde a una fuerza atractiva (curvas verde, cian y azul a la izquierda en la figura 7); la órbita de la partícula puede incluso envolver el centro varias veces. Los valores posibles del parámetro k pueden oscilar entre cero e infinito, lo que corresponde a valores de μ que van desde el infinito negativo hasta el límite superior positivo, L12/m. Por lo tanto, para todas las fuerzas inversamente proporcionales al cubo (μ negativo) hay una órbita epispiral correspondiente, al igual que para algunas fuerzas repulsivas (μ < L12/m), como se ilustra en la figura 7. Las fuerzas repulsivas más fuertes corresponden a un movimiento lineal más rápido.

Figura 8: Espirales Poinsot (espirales cosh) correspondientes a λ igual a 1,0 (verde), 3,0 (cian) y 6,0 (azul).

Otro de los tipos de soluciones se expresa en términos del coseno hiperbólico:
{\displaystyle {\frac {1}{r}}={\frac {1}{b}}\cosh \ \left({\frac {\theta _{0}-\theta _{2}}{\lambda }}\right)}
Esta forma de las espirales de Cotes corresponde a una de las dos espirales de Poinsot (Figura 8).Los valores posibles de λ van de cero a infinito, lo que corresponde a valores de μ mayores que el número positivo L12/m. Por lo tanto, el movimiento en espiral de Poinsot solo se produce para fuerzas centrales repulsivas inversamente proporcionales al cubo, y se aplica en el caso de que L no sea demasiado grande para el μ dado.
Tomando el límite de k o λ tendiendo a cero se obtiene la tercera forma de una espiral de Cotes, la llamada espiral recíproca o espiral hiperbólica, como solución.
{\displaystyle {\frac {1}{r}}=A\theta _{2}+\varepsilon }
donde A y ε son constantes arbitrarias. Estas curvas se obtienen cuando la intensidad μ de la fuerza repulsiva equilibra exactamente el término momento angular-masa.
{\displaystyle \mu ={\frac {L_{1}^{2}}{m}}}

## Órbitas cerradas y fuerzas centrales inversamente proporcionales al cubo

Figura 9: Órbitas armónicas con k = 1 (azul), 2 (magenta) y 3 (verde). En la Figura 4 se muestra una animación de las órbitas azul y verde.

Hay dos tipos de fuerzas centrales —las que aumentan linealmente con la distancia, F = Cr, como la ley de Hooke, y las fuerzas inversamente proporcionales al cuadrado de la distancia, F = C/r2, como la ley de la gravitación universal de Newton y la ley de Coulomb— que tienen una propiedad muy inusual. Una partícula que se mueve bajo cualquiera de estos dos tipos de fuerzas siempre vuelve a su punto de partida con su velocidad inicial, siempre que no tenga suficiente energía para desplazarse hasta el infinito. En otras palabras, la trayectoria de una partícula ligada es siempre cerrada y su movimiento se repite indefinidamente, independientemente de su posición o velocidad inicial. Como demuestra el teorema de Bertrand, esta propiedad no es válida para otros tipos de fuerzas; en general, una partícula no volverá a su punto de partida con la misma velocidad.

Figura 10: Órbitas subarmónicas con k = 1 (azul), 1/2 (magenta) y 1/3 (verde). En la Figura 5 se muestra una animación de las órbitas azul y verde.

Sin embargo, el teorema de Newton muestra que se puede aplicar una fuerza cúbica inversa a una partícula que se mueve bajo una fuerza lineal o cuadrática inversa, de modo que su órbita permanezca cerrada, siempre que k sea igual a un número racional. (Un número se denomina "racional" si se puede escribir como una fracción m/n, donde m y n son números enteros). En tales casos, la adición de la fuerza inversamente cúbica hace que la partícula complete m rotaciones alrededor del centro de la fuerza en el mismo tiempo que la partícula original completa n rotaciones. Este método para producir órbitas cerradas no viola el teorema de Bertrand, porque la fuerza inversamente cúbica añadida depende de la velocidad inicial de la partícula.
Las órbitas armónicas y subarmónicas son tipos especiales de órbitas cerradas. Una trayectoria cerrada se denomina órbita armónica si k es un número entero, es decir, si n = 1 en la fórmula k = m/n. Por ejemplo, si k = 3 (planeta verde en las figuras 1 y 4, órbita verde en la figura 9), la órbita resultante es la tercera armónica de la órbita original. Por el contrario, la trayectoria cerrada se denomina órbita subarmónica si k es la inversa de un número entero, es decir, si m = 1 en la fórmula k = m/n. Por ejemplo, si k = 1/3 (planeta verde en la figura 5, órbita verde en la figura 10), la órbita resultante se denomina tercera subarmónica de la órbita original. Aunque es poco probable que estas órbitas se den en la naturaleza, son útiles para ilustrar el teorema de Newton.

## Límite de las órbitas casi circulares
En la proposición 45 de su Principia, Newton aplica su teorema de las órbitas giratorias para desarrollar un método para encontrar las leyes de la fuerza que rigen los movimientos de los planetas.Johannes Kepler había observado que las órbitas de la mayoría de los planetas y de la Luna parecían ser elipses, y que el eje largo de esas elipses podía determinarse con precisión a partir de mediciones astronómicas. El eje mayor se define como la línea que conecta las posiciones de las distancias mínima y máxima al punto central, es decir, la línea que conecta los dos ápsides. A modo de ilustración, el eje mayor del planeta Mercurio se define como la línea que pasa por sus posiciones sucesivas de perihelio y afelio. Con el tiempo, el eje mayor de la mayoría de los cuerpos en órbita gira gradualmente, por lo general no más de unos pocos grados por revolución completa, debido a las perturbaciones gravitacionales de otros cuerpos, la achatamiento del cuerpo que ejerce la atracción, los efectos relativistas generales y otros efectos. El método de Newton utiliza esta precesión apsidal como una sonda sensible del tipo de fuerza que se aplica a los planetas.
El teorema de Newton describe solo los efectos de añadir una fuerza central inversamente proporcional al cubo. Sin embargo, Newton amplía su teorema a una fuerza central arbitraria F(r) restringiendo su atención a órbitas que son casi circulares, como las elipses con baja excentricidad orbital (ε ≤ 0,1), lo que es cierto en siete de las ocho órbitas planetarias del sistema solar. Newton también aplicó su teorema al planeta Mercurio,que tiene una excentricidad ε de aproximadamente 0,21, y sugirió que podría aplicarse al cometa Halley, cuya órbita tiene una excentricidad de aproximadamente 0,97.
Valluri, Wilson y Harper han sugerido una justificación cualitativa para esta extrapolación de su método. Según su argumento, Newton consideraba que el ángulo de precesión apsidal α (el ángulo entre los vectores de las distancias mínima y máxima sucesivas desde el centro) era una función suave y continua de la excentricidad orbital ε. Para la fuerza inversamente proporcional al cuadrado, α es igual a 180°; los vectores a las posiciones de las distancias mínima y máxima se encuentran en la misma línea. Si α no es inicialmente 180° a ε bajo (órbitas cuasi circulares), entonces, en general, α será igual a 180° solo para valores aislados de ε; es muy improbable que un valor de ε elegido al azar dé α = 180°. Por lo tanto, la lenta rotación observada de los apsides de las órbitas planetarias sugiere que la fuerza de la gravedad es una ley inversamente proporcional al cuadrado.

### Fórmula cuantitativa
Para simplificar las ecuaciones, Newton escribe F(r) en términos de una nueva función C(r)
{\displaystyle F(r)={\frac {C(r)}{Rr^{3}}}}
donde R es el radio medio de la órbita casi circular. Newton expande C(r) en una serie —ahora conocida como expansión de Taylor— en potencias de la distancia r, una de las primeras apariciones de dicha serie.Al equiparar el término de fuerza inversa al cubo resultante con la fuerza inversa al cubo para órbitas giratorias, Newton deriva un factor de escala angular equivalente k para órbitas casi circulares:
{\displaystyle {\frac {1}{k^{2}}}=\left({\frac {R}{C}}\right)\left.{\frac {dC}{dr}}\right|_{r=R}}
En otras palabras, la aplicación de una fuerza central arbitraria F(r) a una órbita elíptica casi circular puede acelerar el movimiento angular en un factor k sin afectar significativamente al movimiento radial. Si una órbita elíptica es estacionaria, la partícula gira 180° alrededor del centro de la fuerza al moverse de un extremo al otro del eje mayor (los dos apsides). Por lo tanto, el ángulo apsidal α correspondiente a una fuerza central general es igual a k×180°, utilizando la ley general θ2 = k θ1.

### Ejemplos
Newton ilustra su fórmula con tres ejemplos. En los dos primeros, la fuerza central es una ley de potencia, F(r) = rn−3, por lo que C(r) es proporcional a rn. La fórmula anterior indica que el movimiento angular se multiplica por un factor k = 1/√n, de modo que el ángulo apsidal α es igual a 180°/√n.
Esta escala angular se puede observar en la precesión apsidal, es decir, en la rotación gradual del eje largo de la elipse (Figura 3). Como se ha señalado anteriormente, la órbita en su conjunto gira con una velocidad angular media Ω=(k−1)ω, donde ω es igual a la velocidad angular media de la partícula alrededor de la elipse estacionaria. Si la partícula necesita un tiempo T para desplazarse de un ápice a otro, esto implica que, en el mismo tiempo, el eje largo girará un ángulo β = ΩT = (k − 1)ωT = (k − 1)×180°. Para una ley de inversa del cuadrado, como la ley de la gravitación universal de Newton, donde n es igual a 1, no hay escala angular (k = 1), el ángulo apsidal α es de 180° y la órbita elíptica es estacionaria (Ω = β = 0).
Como ilustración final, Newton considera una suma de dos leyes de potencia
{\displaystyle C(r)\propto ar^{m}+br^{n}}
que multiplica la velocidad angular por un factor
{\displaystyle k={\sqrt {\frac {a+b}{am+bn}}}}
Newton aplica ambas fórmulas (la ley de potencias y la suma de dos leyes de potencias) para examinar la precesión apsidal de la órbita lunar.

## Precesión de la órbita lunar

El movimiento de la Luna es más complejo que el de los planetas, debido principalmente a las fuerzas gravitatorias opuestas de la Tierra y el Sol.

El movimiento de la Luna puede medirse con precisión y es notablemente más complejo que el de los planetas.Los antiguos astrónomos griegos, Hiparco y Ptolomeo, habían observado varias variaciones periódicas en la órbita de la Luna, como pequeñas oscilaciones en su excentricidad orbital y la inclinación de su órbita con respecto al plano de la eclíptica. Estas oscilaciones suelen producirse una o dos veces al mes. La línea de sus apsides precesiona gradualmente con un período de aproximadamente 8,85 años, mientras que su línea de nodos da una vuelta completa en aproximadamente el doble de tiempo, 18,6 años.Esto explica la periodicidad de aproximadamente 18 años de los eclipses, el llamado ciclo de Saros. Sin embargo, ambas líneas experimentan pequeñas fluctuaciones en su movimiento, de nuevo en una escala temporal mensual.
En 1673, Jeremiah Horrocks publicó un modelo razonablemente preciso del movimiento de la Luna en el que se suponía que esta seguía una órbita elíptica precesional.Un método suficientemente preciso y sencillo para predecir el movimiento de la Luna habría resuelto el problema de navegación de determinar la longitud de un barco; en la época de Newton, el objetivo era predecir la posición de la Luna con una precisión de 2' (dos minutos de arco), lo que correspondería a un error de 1° en la longitud terrestre.El modelo de Horrocks predecía la posición lunar con errores de no más de 10 minutos de arco;a modo de comparación, el diámetro de la Luna es de aproximadamente 30 minutos de arco.
Newton utilizó su teorema de las órbitas giratorias de dos maneras para explicar la precesión apsidal de la Luna.En primer lugar, demostró que la precesión apsidal observada de la Luna podía explicarse cambiando la ley de la fuerza de la gravedad de una ley de inversa del cuadrado a una ley de potencia en la que el exponente era 2 + 4/243 (aproximadamente 2,0165)
{\displaystyle F(r)=-{\frac {GMm}{r^{2+4/243}}}}
En 1894, Asaph Hall adoptó este enfoque de modificar ligeramente el exponente de la ley del inverso del cuadrado para explicar una precesión orbital anómala del planeta Mercurio, que había sido observada en 1859 por Urbain Le Verrier.Irónicamente, la teoría de Hall fue descartada por cuidadosas observaciones astronómicas de la Luna.La explicación actualmente aceptada para esta precesión implica la teoría de la relatividad general, que (en primera aproximación) añade una fuerza inversamente cuártica, es decir, una fuerza que varía como la cuarta potencia inversa de la distancia.
Como segundo enfoque para explicar la precesión de la Luna, Newton sugirió que la influencia perturbadora del Sol sobre el movimiento de la Luna podría ser aproximadamente equivalente a una fuerza lineal adicional.
{\displaystyle F(r)={\frac {A}{r^{2}}}+Br}
El primer término corresponde a la atracción gravitatoria entre la Luna y la Tierra, donde r es la distancia de la Luna a la Tierra. El segundo término, según razonó Newton, podría representar la fuerza perturbadora media de la gravedad del Sol sobre el sistema Tierra-Luna. Tal ley de fuerza también podría darse si la Tierra estuviera rodeada por una nube esférica de polvo de densidad uniforme.Utilizando la fórmula de k para órbitas casi circulares y estimaciones de A y B, Newton demostró que esta ley de fuerza no podía explicar la precesión de la Luna, ya que el ángulo apsidal α previsto era (≈ 180,76°) en lugar del α observado (≈ 181,525°). Por cada revolución, el eje largo giraría 1,5°, aproximadamente la mitad de los 3,0° observados.

## Generalización
Isaac Newton publicó por primera vez su teorema en 1687, como proposiciones 43-45 del libro I de su Philosophiæ Naturalis Principia Mathematica. Sin embargo, como señaló el astrofísico Subrahmanyan Chandrasekhar en su comentario de 1995 sobre los Principia de Newton, el teorema permaneció en gran parte desconocido y sin desarrollar durante más de tres siglos.
La primera generalización del teorema de Newton fue descubierta por Mahomed y Vawda en 2000.Al igual que Newton, asumieron que el movimiento angular de la segunda partícula era k veces más rápido que el de la primera, θ2 = k θ1. Sin embargo, a diferencia de Newton, Mahomed y Vawda no exigían que el movimiento radial de las dos partículas fuera el mismo, r1 = r2. Más bien, exigieron que los radios inversos estuvieran relacionados por una ecuación lineal.
{\displaystyle {\frac {1}{r_{2}(t)}}={\frac {a}{r_{1}(t)}}+b}
Esta transformación de las variables cambia la trayectoria de la partícula. Si la trayectoria de la primera partícula se escribe como r1 = g(θ1), la trayectoria de la segunda partícula se puede escribir como
{\displaystyle {\frac {ar_{2}}{1-br_{2}}}=g\left({\frac {\theta _{2}}{k}}\right)}
Si el movimiento de la primera partícula es producido por una fuerza central F1(r), Mahomed y Vawda demostraron que el movimiento de la segunda partícula puede ser producido por la siguiente fuerza
{\displaystyle F_{2}(r_{2})={\frac {a^{3}}{\left(1-br_{2}\right)^{2}}}F_{1}\left({\frac {ar_{2}}{1-br_{2}}}\right)+{\frac {L^{2}}{mr^{3}}}\left(1-k^{2}\right)-{\frac {bL^{2}}{mr^{2}}}}
Según esta ecuación, la segunda fuerza F2(r) se obtiene escalando la primera fuerza y cambiando su argumento, así como añadiendo fuerzas centrales inversamente proporcionales al cuadrado y al cubo.
A modo de comparación, el teorema de Newton sobre las órbitas giratorias corresponde al caso a = 1 y b = 0, de modo que r1 = r2. En este caso, la fuerza original no se escala y su argumento no cambia; se añade la fuerza inversa al cubo, pero no el término inverso al cuadrado. Además, la trayectoria de la segunda partícula es r2 = g(θ2/k), lo que concuerda con la fórmula dada anteriormente.

## Derivaciones

### Derivación de Newton
La derivación de Newton se encuentra en la sección IX de su obra Principia, concretamente en las proposiciones 43-45.Sus derivaciones de estas proposiciones se basan en gran medida en la geometría.

#### Proposición 43; Problema 30

Diagrama que ilustra la derivación de Newton. El planeta azul sigue la órbita elíptica discontinua, mientras que el planeta verde sigue la órbita elíptica sólida; las dos elipses comparten un foco común en el punto C. Los ángulos UCP y VCQ son ambos iguales a θ1, mientras que el arco negro representa el ángulo UCQ, que es igual a θ2 = k θ1. La elipse sólida ha rotado respecto a la elipse discontinua el ángulo UCV, que es igual a (k-1) θ1. Los tres planetas (rojo, azul y verde) están a la misma distancia r del centro de fuerza C.

Se requiere que un cuerpo se mueva en una curva que gira alrededor del centro de fuerza de la misma manera que otro cuerpo en la misma curva en reposo.
La derivación de Newton de la proposición 43 depende de su proposición 2, derivada anteriormente en los Principia.La proposición 2 proporciona una prueba geométrica para determinar si la fuerza neta que actúa sobre una masa puntual (una partícula) es una fuerza central. Newton demostró que una fuerza es central si y solo si la partícula barre áreas iguales en tiempos iguales, medidos desde el centro.
La derivación de Newton comienza con una partícula que se mueve bajo una fuerza central arbitraria F1(r); el movimiento de esta partícula bajo esta fuerza se describe por su radio r(t) desde el centro como una función del tiempo, y también por su ángulo θ1(t). En un tiempo infinitesimal dt, la partícula barre un triángulo rectángulo aproximado cuya área es
{\displaystyle dA_{1}={\frac {1}{2}}r^{2}d\theta _{1}}
Dado que se supone que la fuerza que actúa sobre la partícula es una fuerza central, la partícula barre ángulos iguales en tiempos iguales, según la proposición 2 de Newton. Dicho de otra forma, la velocidad de barrido del área es constante.
{\displaystyle {\frac {dA_{1}}{dt}}={\frac {1}{2}}r^{2}{\frac {d\theta _{1}}{dt}}=\mathrm {constant} }
Esta velocidad areal constante se puede calcular de la siguiente manera. En el apogeo y el perigeo, las posiciones más cercanas y más lejanas del centro de atracción, los vectores de velocidad y radio son perpendiculares; por lo tanto, el momento angular L1 por masa m de la partícula (escrito como h1) se puede relacionar con la tasa de barrido de áreas.
{\displaystyle h_{1}={\frac {L_{1}}{m}}=rv_{1}=r^{2}{\frac {d\theta _{1}}{dt}}=2{\frac {dA_{1}}{dt}}}
Ahora consideremos una segunda partícula cuya órbita es idéntica en su radio, pero cuya variación angular se multiplica por un factor constante k.
{\displaystyle \theta _{2}(t)=k\theta _{1}(t)\,\!}
La velocidad areal de la segunda partícula es igual a la de la primera partícula multiplicada por el mismo factor k.
{\displaystyle h_{2}=2{\frac {dA_{2}}{dt}}=r^{2}{\frac {d\theta _{2}}{dt}}=kr^{2}{\frac {d\theta _{1}}{dt}}=2k{\frac {dA_{1}}{dt}}=kh_{1}}
Dado que k es una constante, la segunda partícula también barre áreas iguales en tiempos iguales. Por lo tanto, según la proposición 2, la segunda partícula también está sometida a una fuerza central F2(r). Esta es la conclusión de la proposición 43.

#### Proposición 44
La diferencia entre las fuerzas que hacen que dos cuerpos se muevan por igual, uno en una órbita fija y el otro en la misma órbita giratoria, varía inversamente al cubo de sus altitudes comunes.
Para hallar la magnitud de F2(r) a partir de la fuerza central original F1(r), Newton calculó su diferencia F2(r) − F1(r) utilizando la geometría y la definición de aceleración centrípeta. En la proposición 44 de su Principia, demostró que la diferencia es proporcional a la inversa del cubo del radio, concretamente mediante la fórmula dada anteriormente, que Newton escribe en términos de las dos velocidades areales constantes, h1 y h2.
{\displaystyle F_{2}(r)-F_{1}(r)=m{\frac {h_{1}^{2}-h_{2}^{2}}{r^{3}}}}

#### Proposición 45; Problema 31
Determinar el movimiento de los apsides en órbitas que se aproximan mucho a círculos.
En esta proposición, Newton deriva las consecuencias de su teorema de las órbitas giratorias en el límite de órbitas casi circulares. Esta aproximación es generalmente válida para las órbitas planetarias y la órbita de la Luna alrededor de la Tierra. Esta aproximación también permite a Newton considerar una gran variedad de leyes de fuerza central, no solo las leyes de fuerza inversamente proporcionales al cuadrado y al cubo.

### Derivación moderna
Las derivaciones modernas del teorema de Newton han sido publicadas por Whittaker (1937)y Chandrasekhar (1995).Por hipótesis, la segunda velocidad angular es k veces más rápida que la primera.
{\displaystyle \omega _{2}={\frac {d\theta _{2}}{dt}}=k{\frac {d\theta _{1}}{dt}}=k\omega _{1}}
Dado que los dos radios tienen el mismo comportamiento con el tiempo, r(t), los momentos angulares conservados están relacionados por el mismo factor k.
{\displaystyle L_{2}=mr^{2}\omega _{2}=mr^{2}k\omega _{1}=kL_{1}\,\!}
La ecuación de movimiento para un radio r de una partícula de masa m que se mueve en un potencial central V(r) viene dada por las ecuaciones de Lagrange.
{\displaystyle m{\frac {d^{2}r}{dt^{2}}}-mr\omega ^{2}=m{\frac {d^{2}r}{dt^{2}}}-{\frac {L^{2}}{mr^{3}}}=F(r)}
Aplicando la fórmula general a las dos órbitas se obtiene la ecuación
{\displaystyle m{\frac {d^{2}r}{dt^{2}}}=F_{1}(r)+{\frac {L_{1}^{2}}{mr^{3}}}=F_{2}(r)+{\frac {L_{2}^{2}}{mr^{3}}}=F_{2}(r)+{\frac {k^{2}L_{1}^{2}}{mr^{3}}}}
que se puede reorganizar en la forma
{\displaystyle F_{2}(r)=F_{1}(r)+{\frac {L_{1}^{2}}{mr^{3}}}\left(1-k^{2}\right)}
Esta ecuación que relaciona las dos fuerzas radiales puede entenderse cualitativamente de la siguiente manera. La diferencia en las velocidades angulares (o, de manera equivalente, en los momentos angulares) provoca una diferencia en la fuerza centrípeta necesaria; para compensar esto, la fuerza radial debe modificarse con una fuerza inversamente proporcional al cubo.
El teorema de Newton puede expresarse de manera equivalente en términos de energía potencial, que se define para las fuerzas centrales.
{\displaystyle F(r)=-{\frac {dV}{dr}}}
La ecuación de la fuerza radial se puede escribir en términos de las dos energías potenciales.
{\displaystyle -{\frac {dV_{2}}{dr}}=-{\frac {dV_{1}}{dr}}+{\frac {L_{1}^{2}}{mr^{3}}}\left(1-k^{2}\right)}
Integrando con respecto a la distancia r, el teorema de Newton establece que un cambio k-veces en la velocidad angular resulta de añadir una energía potencial inversamente proporcional al cuadrado a cualquier energía potencial dada V1(r).
{\displaystyle V_{2}(r)=V_{1}(r)+{\frac {L_{1}^{2}}{2mr^{2}}}\left(1-k^{2}\right)}